# Michael Birck
Michael J. Birck (Missoula, 25 de janeiro de 1938 – 6 de julho de 2015) foi cofundador da Tellabs Inc.
Birck morreu em 6 de julho de 2015, aos 77 anos de idade.

## Honrarias
Recebeu o Prêmio Washington de 2007.